# یوجیمبو
یوجیمبو (به ژاپنی: 用心棒) (به انگلیسی: Yojimbo) یک فیلم سامورایی ژاپنی محصول ۱۹۶۱ به کارگردانی، نویسندگی و تهیه‌کنندگی آکیرا کوروساوا با بازی توشیرو میفونه، تاتسویا ناکادای، یوکو تسوکاسا، ایسوزو یامادا، دایسوکه کاتو، تاکاشی شیمورا، کاماتاری فوجی‌وارا و آتسوشی واتانابه است. زمانی که، یک رونین به شهر کوچکی می‌رسد که در آن اربابان جنایتکار رقیب برای برتری می‌جنگند. این دو رئیس هر کدام سعی می‌کنند فرد تازه‌وارد را به عنوان محافظ استخدام کنند.
بر اساس موفقیت یوجیمبو، فیلم بعدی کوروساوا، سانجورو (۱۹۶۲)، برای ترکیب شخصیت اصلی این فیلم تغییر یافت.
این فیلم در ۲۵ آوریل ۱۹۶۱ توسط کمپانی توهو اکران و تولید شد. یوجیمبو نقدهای بسیار مثبتی دریافت کرد، و در طول سال‌ها، به‌طور گسترده به عنوان یکی از بهترین فیلم‌های کوروساوا و یکی از بهترین فیلم‌های ساخته شده شناخته شد. این فیلم با بودجه ۹۰٫۸۷ میلیون ین در سراسر جهان ۲٫۵ میلیون دلار فروش داشت. این فیلم به‌طور غیررسمی توسط سرجیو لئونه به عنوان فیلم وسترن اسپاگتی با عنوان یک مشت دلار (۱۹۶۴) بازسازی شد، که منجر به شکایت کمپانی توهو شد.

## داستان
در یکی از شهرهای ژاپن، جایی که قانونی وجود ندارد و کلانتر شهر فاسد و خودفروخته است، یک نفر برای اجرای عدالت از راه می‌رسد…

## جوایز
این فیلم کاندیدای ۱ اسکار (کاندیدای اسکار بهترین طراحی لباس) در سال ۱۹۶۲ شد.